# Partito Social Democratico e Laburista
Il Partito Social Democratico e Laburista (in irlandese: Páirtí Sóisialta Daonlathach an Lucht Oibre, in inglese: Social Democratic and Labour Party, SDLP) è un partito politico d'ispirazione nazionalista socialdemocratica e laburista operante in Irlanda del Nord.
Fondato nel 1970, è diventato il più grande partito nordirlandese a favore dell'unificazione dell'Irlanda fino alla fine degli anni '90.
Con la tregua del 1998 e la fine dell'IRA, il partito è stato soppiantato dal Sinn Féin, più di sinistra e radicale, come il più grande sostenitore dell'unione irlandese.

## Caratteristiche
Il partito è alleato con il Labour Party inglese con un accordo elettorale non scritto. Il partito è membro dell'Internazionale Socialista e del Partito Socialista Europeo.
Attualmente, l'SDPL vanta 2 membri nella Camera dei Comuni e 14 nell'Assemblea dell'Irlanda del Nord. Il suo presidente è Mark Durkan.
Alle elezioni del 2011 per l'Assemblea del Nord Irlanda, l'SDPL ha ottenuto il 14,2% dei voti e 14 seggi, rimanendo il terzo partito in termini di consensi, ma divenendo il quarto in termini di voti.

## Struttura

### Leader

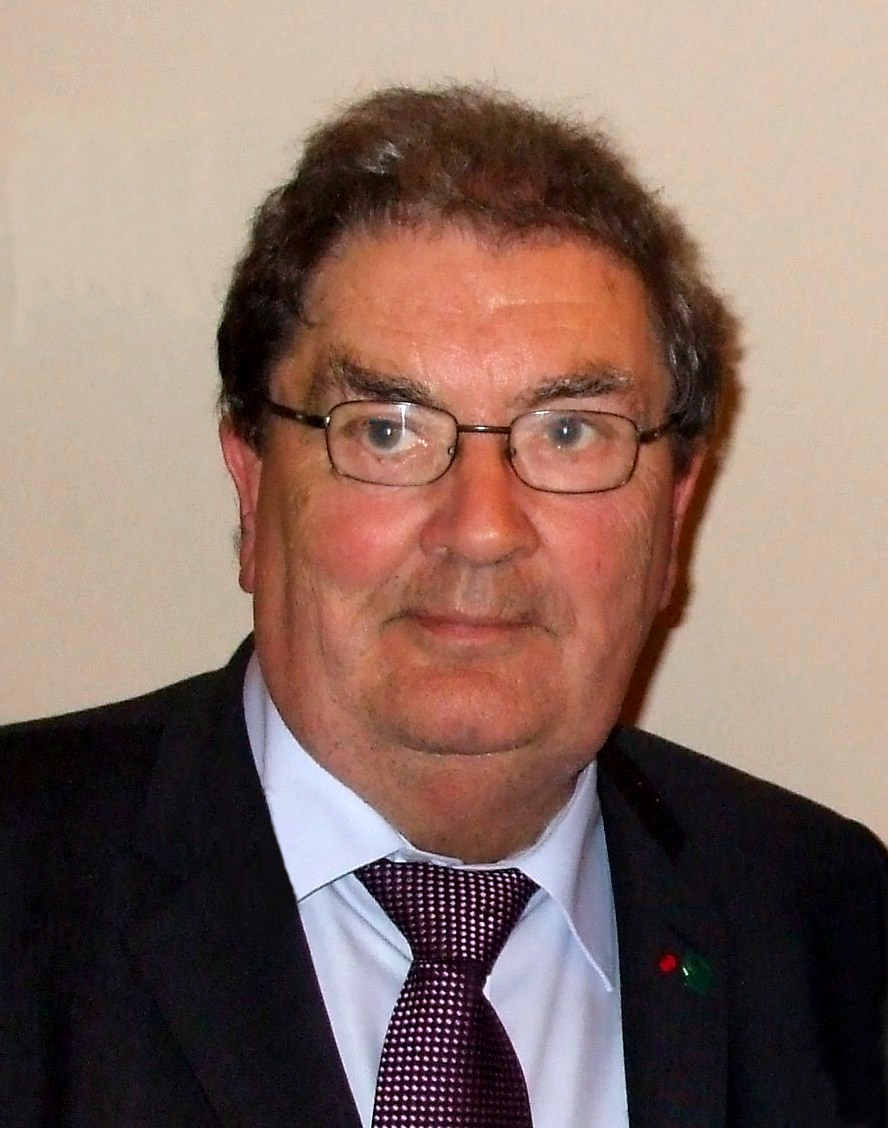
John Hume leader di lunga data dell'SDLP

- Gerry Fitt[2] (1970–1979)
- John Hume[2] (1979–2001)
- Mark Durkan[2] (2001–2010)
- Margaret Ritchie[3] (2010–2011)
- Alasdair McDonnell (2011–2015)
- Colum Eastwood (2015–in carica)

### Vice leader
- John Hume (1970–1979)
- Seamus Mallon	(1979–2001)
- Bríd Rodgers (2001–2004)
- Alasdair McDonnell	(2004–2010)
- Patsy McGlone	(2010–2011)
- Dolores Kelly	(2011–2015)
- Fearghal McKinney	(2015–2016)
- Nichola Mallon (2017–in carica)

## Risultati elettorali
Elezioni parlamentari in Irlanda del Nord
| Elezione          | Voti   | %      | Seggi    |
| ----------------- | ------ | ------ | -------- |
| Parlamentari 2011 | 94.286 | 14,25% | 14 / 108 |
| Parlamentari 2016 | 83.364 | 12,01% | 12 / 108 |
| Parlamentari 2017 | 95.958 | 11,95% | 12 / 90  |
| Parlamentari 2022 | 78.237 | 9,07%  | 8 / 90   |